# Mauleón
Mauleón o Mauleón-Licharre (en euskera: Maule o Maule-Lextarre; en francés: Mauléon o Mauléon-Licharre) es una localidad y comuna francesa del departamento de Pirineos Atlánticos, en la región de Aquitania, situada en el suroeste del país y en el territorio histórico vascofrancés de Soule o Zuberoa.
Es considerada la capital de la provincia histórica de Zuberoa, una de las tres provincias del País Vasco francés y uno de los siete territorios de Euskal Herria.
Licharre fue un municipio independiente, pero se integró en el municipio de Mauleón, razón por la cual en ocasiones se le conoce como Mauleón-Licharre.

## Heráldica
En campo de gules, un león rampante, de oro; jefe cosido de azur, cargado de tres flores de lis de oro.

## Historia

### Orígenes y Edad Media
La historia de Maule se remonta a la Edad Media, en el siglo XII, cuando se menciona por primera vez en documentos oficiales bajo el nombre de Malleon (1276). Este topónimo evolucionó a lo largo del tiempo, apareciendo también como Malus-Leo (1454) y más tarde como Mauleon en el siglo XVII. Este nombre se asociaba con el castillo y la fortaleza de Maule, construidos en esta época para proteger el área y consolidar el poder local.
A su vez, el topónimo de Licharre aparece en documentos del siglo XIV como "lo noguer de Lixarre", haciendo referencia al lugar de reunión judicial bajo un nogal. Las dos localidades, Maule y Licharre, coexistieron durante siglos como entidades separadas hasta su unión en el siglo XIX.

### El Vizcondado de Sola y su Relación con Navarra
El vizcondado de Sola fue creado por el rey de Navarra Sancho III el Mayor en el año 1023, separándolo del ducado de Baskonia. El primer vizconde, Guillermo Dat o Fort, fue parte de la corte del duque de Baskonia. Desde entonces, los vizcondes de Sola jugaron un papel crucial en la política de la región, manteniendo un delicado equilibrio entre los intereses del reino de Navarra y los de sus vecinos, como los vizcondes de Bearne.
A lo largo de los siglos, Sola mantuvo una política pendular, rindiendo vasallaje al rey de Navarra, como lo demuestra la alianza con Alfonso I el Batallador, quien otorgó al vizconde de Sola el Señorío de Belorado y fortificó el castillo de Mauleón, consolidando su influencia en la región.

### Dominación Inglesa
En 1261, el príncipe inglés Eduardo I realizó una demostración de fuerza en la región, obligando a los vizcondes de Sola a someterse a la Corona inglesa. Eduardo I fortificó varias ciudades, incluyendo Mauleón, que se convirtió en una bastida, es decir, una ciudad fortificada medieval. La ciudad alta de Mauleón fue protegida por una muralla y organizada en torno a una gran plaza rectangular que servía como mercado.

### Los Hospitalarios
A principios del siglo XIII, la capilla de Saint-Jean-de-Berraute formaba parte de una encomienda de la Orden de San Juan de Jerusalén. Esta orden acogía a peregrinos que recorrían el Camino de Santiago desde Oloron hacia Ostabat. La capilla fue testigo de los problemas religiosos durante la Reforma del siglo XVI y, con el tiempo, se convirtió en iglesia parroquial. Aunque gran parte de la capilla fue demolida en 1910, el coro fue preservado y restaurado en 1983, y en 1984 fue declarada monumento histórico.

### La Rebelión de Matalas
En el siglo XVII, Mauleón fue el escenario de una insurrección liderada por Bernard Goyheneche, conocido como Matalas, un sacerdote de Moncayolle. Matalas encabezó una rebelión de campesinos suletinos contra las autoridades locales y fue capturado y decapitado en 1661. Su cuerpo fue enterrado en la capilla de Saint-Jean-de-Berraute. Antes de su ejecución, Matalas proclamó que moría "sin remordimientos" porque daba su vida por Soule y expresó su deseo de que algún día los verdaderos suletinos se levantarían para expulsar a los tiranos.

### Revolución Francesa y Fusión de Mauleón y Licharre
Durante la Revolución Francesa, Mauleón fue sede administrativa, convirtiéndose en capital de un distrito que incluía varias localidades de Sola. En 1841, mediante una orden real, se impuso la fusión de Mauleón y Licharre, aunque no fue una unión fácil. La diferencia entre la ciudad gascona y francófona de Mauleón y el pueblo vasco de Licharre generó tensiones entre las dos comunidades. La fusión oficial se llevó a cabo, y desde entonces, Mauleón-Licharre ha sido la capital del cantón dentro del distrito de Oloron-Sainte-Marie.

### Segunda Guerra Mundial
Durante la Segunda Guerra Mundial, Mauleón-Licharre, por su posición estratégica en los Pirineos, fue utilizada como punto de cruce y refugio para quienes huían de la ocupación nazi o participaban en la resistencia francesa. La localidad jugó un papel importante en la red de rutas utilizadas por los resistentes y los refugiados que buscaban escapar hacia la España franquista o colaborar con los esfuerzos de resistencia contra la ocupación alemana.

### Actualidad
Hoy en día, Mauleón-Licharre es conocida por su patrimonio cultural vasco y su producción de alpargatas, que sigue siendo parte importante de la economía local. El castillo de Mauleón, que sigue dominando la ciudad, es un símbolo de su rica historia medieval. La ciudad continúa manteniendo tradiciones, como las mascaradas de Sola, y sigue siendo un importante centro cultural y administrativo en la región.

## Demografía
| Gráfica de evolución demográfica de Mauléon-Licharre entre 1800 y 2018 |
|                                                                        |

El resultado del año 1800 es la suma final de todos los datos parciales obtenidos antes de la creación de la comuna (19 de marzo de 1841).
Fuentes: Ldh/EHESS/Cassini e INSEE.

## Economía
Una parte importante de la actividad es la agrícola (ganadería, pastos).